# CAEXPO

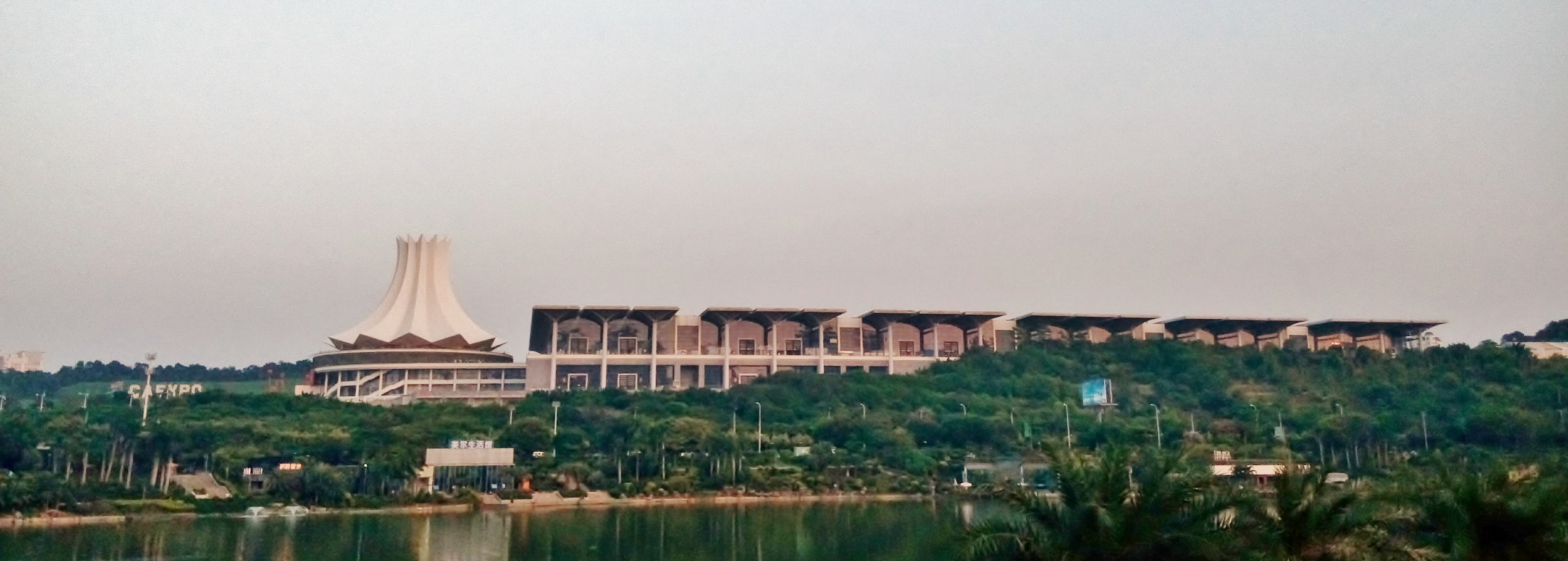
Locul de desfăşurare al evenimentului în Nanning, China

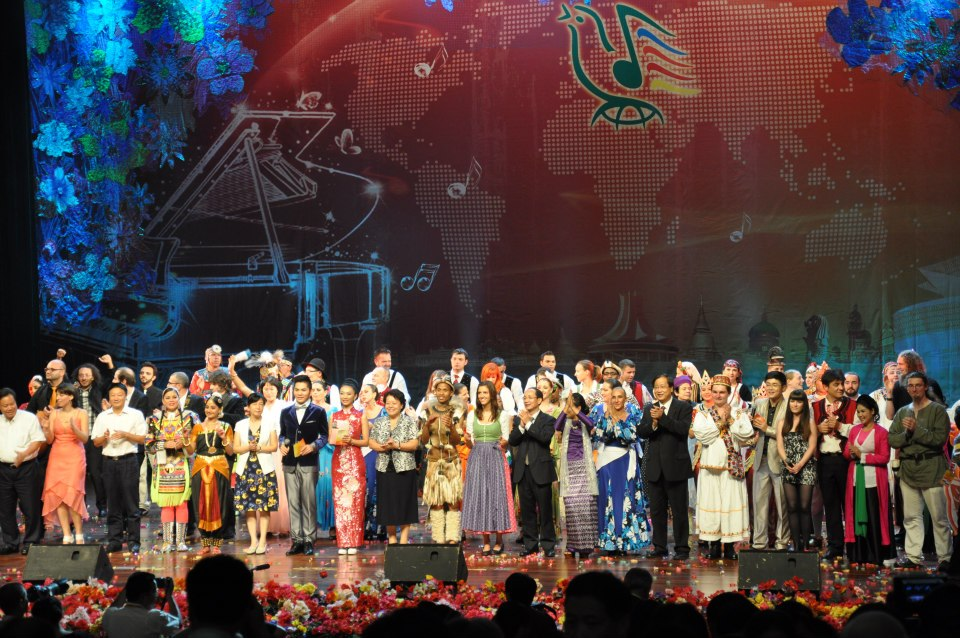
ES Ionuţ Silaghi de Oaș (în dreapta) la Nanning International Folk Song Art Festival 2012, CAEXPO 2012, China

CAEXPO sau China-ASEAN Expo este unul dintre cele mai mari târguri internaționale de comerț, un eveniment economic și de cooperare dintre China și țările asiatice. Evenimentul se organizează anual în Republica Populară Chineză, tot în cadrul acestui eveniment se organizează și Nanning International Folk Song Arts Festival.

## Organizatori
- Organizator principal: Guvernul Popular al Regiunii Autonome Guangxi Zhuang, Republica Populară Chineză prin numeroase ministere și instituții printre care:  Ministerul Științei și al Tehnologiei, Ministerul Industriei și Tehnologiei Informaționale, Ministerul Transportului, Administrația Națională a Turismului, Consiliul pentru Promovarea Comerțului Internațional, Ministerul Afacerilor Externe, Ministerul Culturii, Ministerul Finanțelor, Ministerul Agriculturii, și multe alte instituții și ministere chineze.[4]
- Co-Sponsori: Ministerul de Comerț al Republicii Populare Chineze, Ministerul Industriei și Resurselor al Brunei, Ministerul de Comerț al Regatului Cambodiei, Ministerul de Comerț al Indoneziei, Ministerul Industriei și Comerțului al Republicii Populare Democrate Laos, Ministerul Industriei și Comerțului Internațional al Malaeziei, Ministerul de Comerț al Birmaniei, Departamentul de Comerț și Industrie al Republici Filipine, Ministerul Industriei și Comerțului Internațional al Republicii Singapore, Ministerul de Comerț al Regatului Thailandei, Ministerul Industriei și Comerțului al Vietnamului și Secretariatul ASEAN.[5]

În anul 2012 au participat la ceremonia de deschidere a evenimentului numeroase personalități printre care: Xi Jinping, vicepreședinte al Republicii Populare Chineze, U Thein Sein, președinte al Birmaniei, Thongsing Thammavong, prim-ministru al Republicii Populare Democrate Laos, Nguyen Tan Dung, prim-ministru al Vietnamului, Muhyiddin Mohamad Yassin, vice-prim-ministru al Malaeziei, Kittiratt Na-Ranong, vice-prim-ministru al Thailandei, Cham Prasidh, ministrul de Comerț al Regatului Cambodgiei.